# Sega a nastro

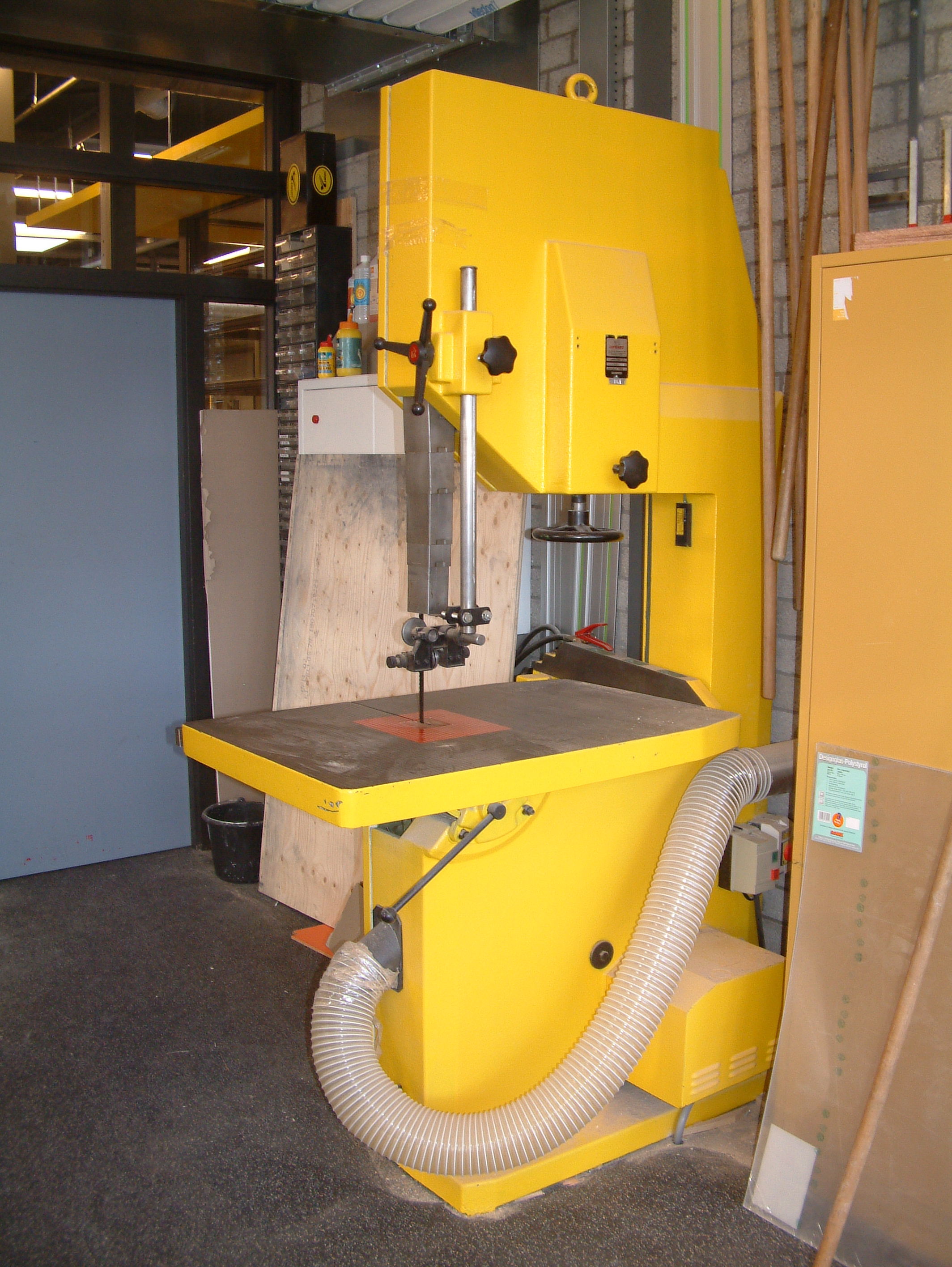
Una moderna sega a nastro

Una sega a nastro o bindella è una macchina che permette di tagliare diversi materiali.

## Caratteristiche
Normalmente è costituita da una incastellatura che sorregge due volani su cui è posta la lama e un piano d'appoggio con una scanalatura dove passa la lama stessa.
La lama è costituita da un nastro in acciaio dentato sul lato anteriore e liscio sul lato posteriore.
La tensione della lama è ottenuta tramite un volantino che spinge, tramite molle, il volano superiore che scorre su una guida. Esso è folle e non concorre a imprimere il moto alla lama.
Il volano inferiore, invece, è collegato al motore tramite cinghie e pulegge.
Su macchine di modeste dimensioni vi è una striscia di sughero o di gommapiuma che viene opportunamente modellata dall'operatore, per evitare la caduta della lama durante i tagli, mentre sulle macchine più grandi, quali le segatronchi, i volani hanno una particolare bombatura. 
Per impedire lo scarrucolamento della lama dai volani durante l'avanzamento del pezzo, al di sopra e al disotto della zona di taglio, sono posti i guidalama. Il guidalama superiore è composto da un cuscinetto che poggia sul dorso del nastro per evitare lo spostamento della lama sotto la forza di avanzamento del pezzo. Sui fianchi invece si trovano o dei blocchetti in legno duro o due cuscinetti registrabili contrapposti ai lati del nastro che mantengono la lama diritta ed evitano gli sbandamenti laterali. Il guidalama inferiore viene utilizzato per lavorazioni di fino ed è normalmente realizzato in legno ed è incassato a filo piano. In corrispondenza dei fianchi della lama sono presenti due listelli in legno duro, registrabili, per compensare l'usura dovuta allo scorrimento della lama.
Le lame sono essenzialmente formate da acciai armonici speciali, mentre i denti possono essere costituiti da riporti di una lega speciale (stellite) che conferisce alla lama una maggiore durata.

## Galleria d'immagini

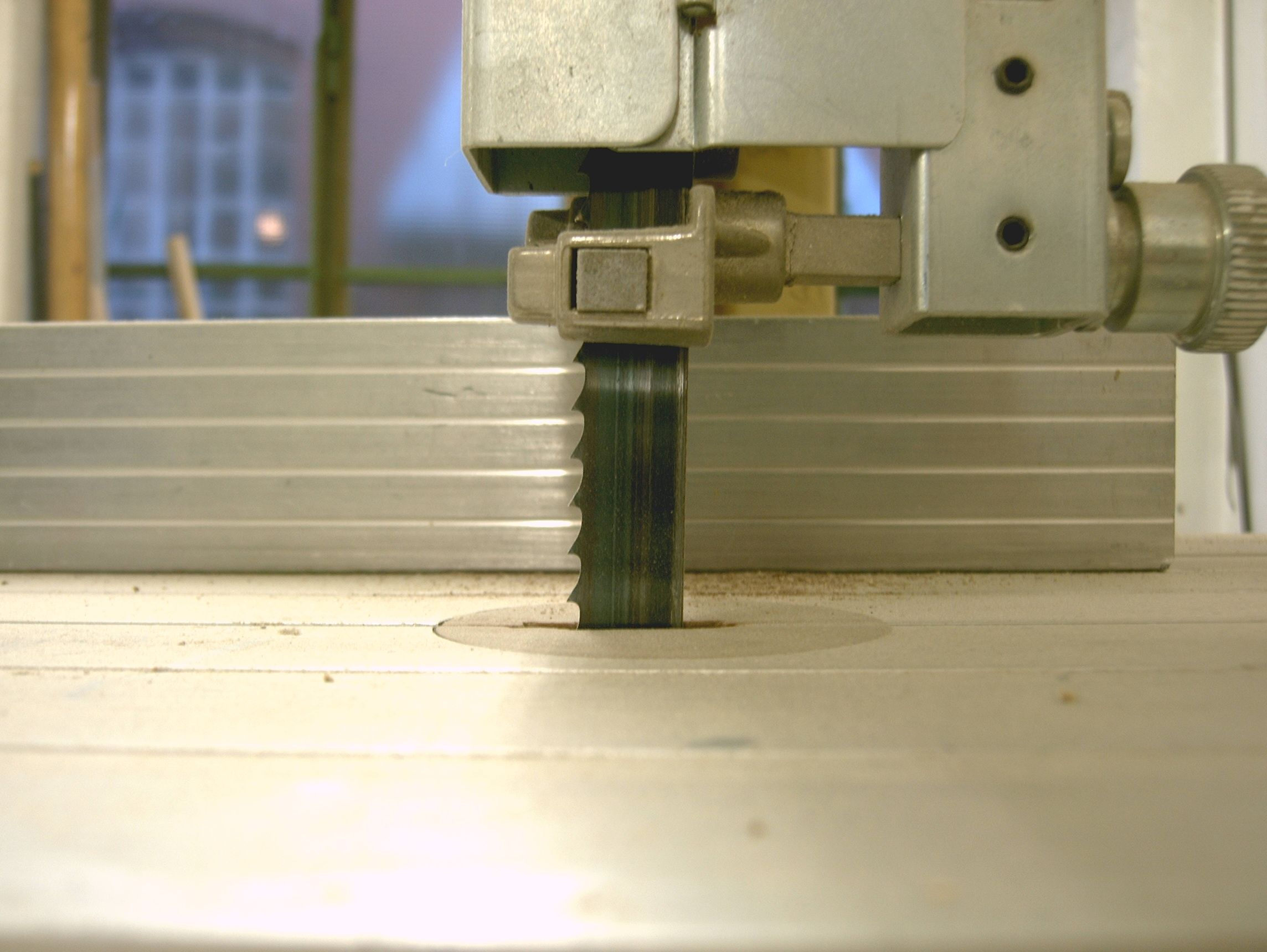
Particolare della lama nel punto di taglio
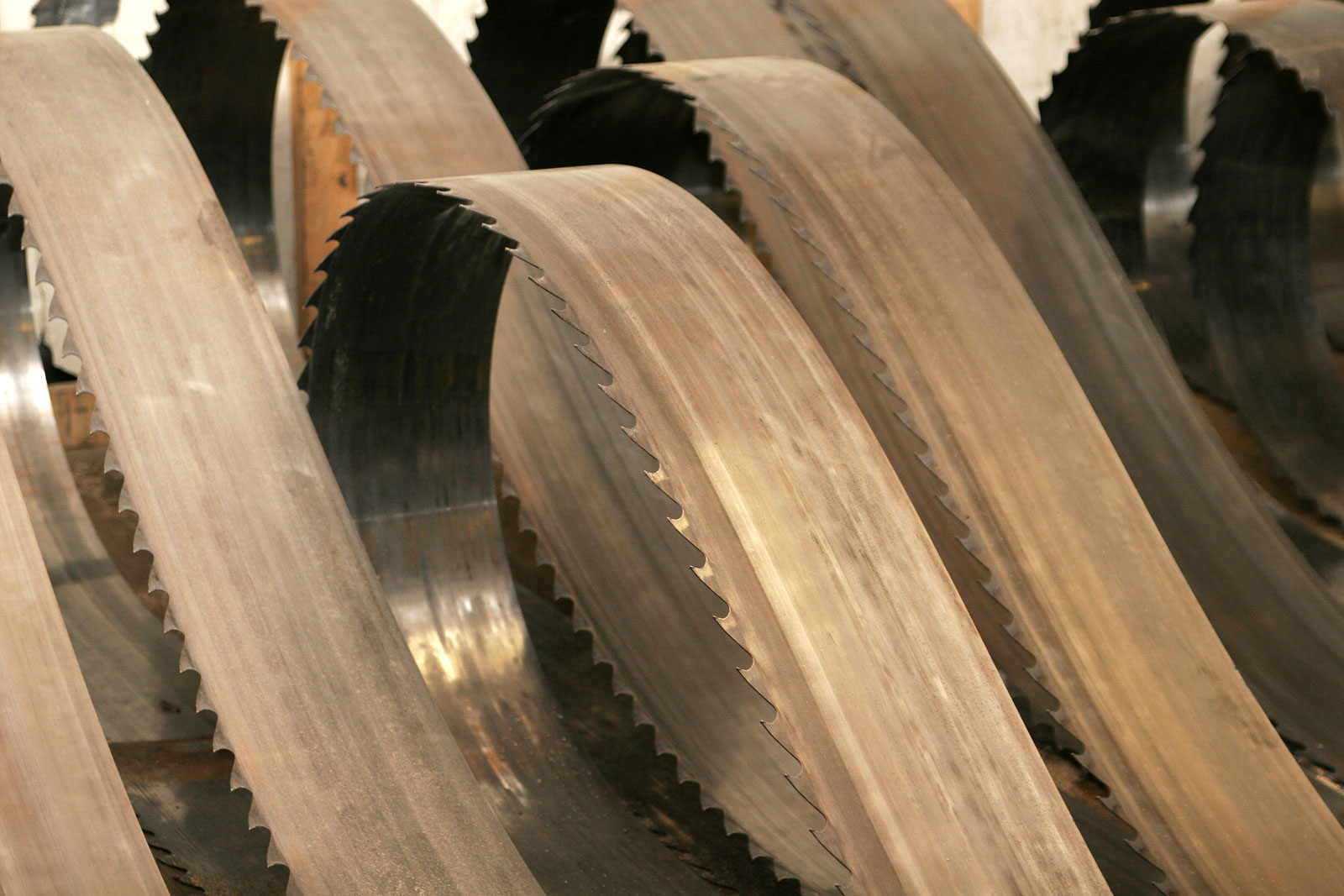
Lame a nastro
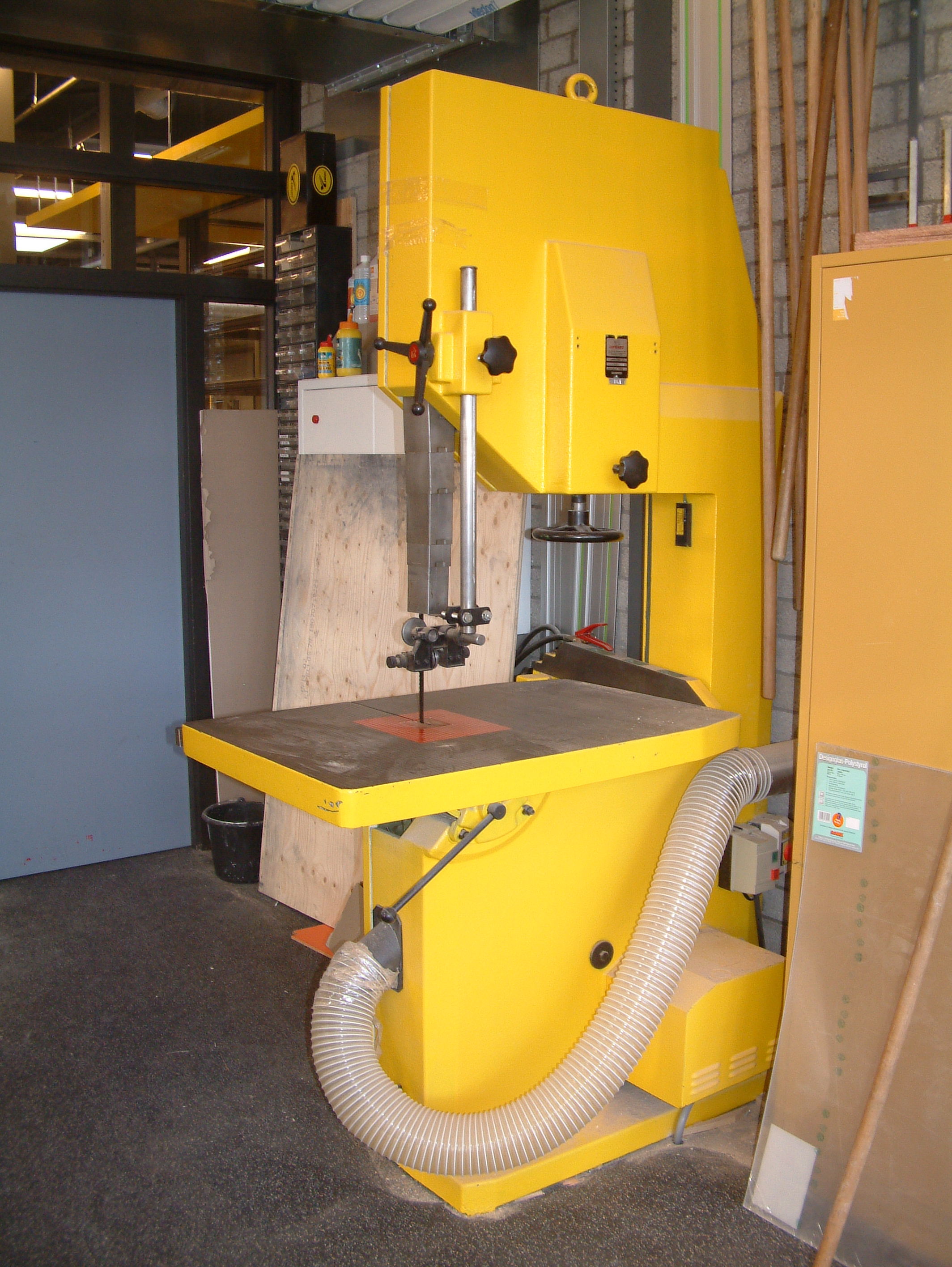
Una moderna sega a nastro
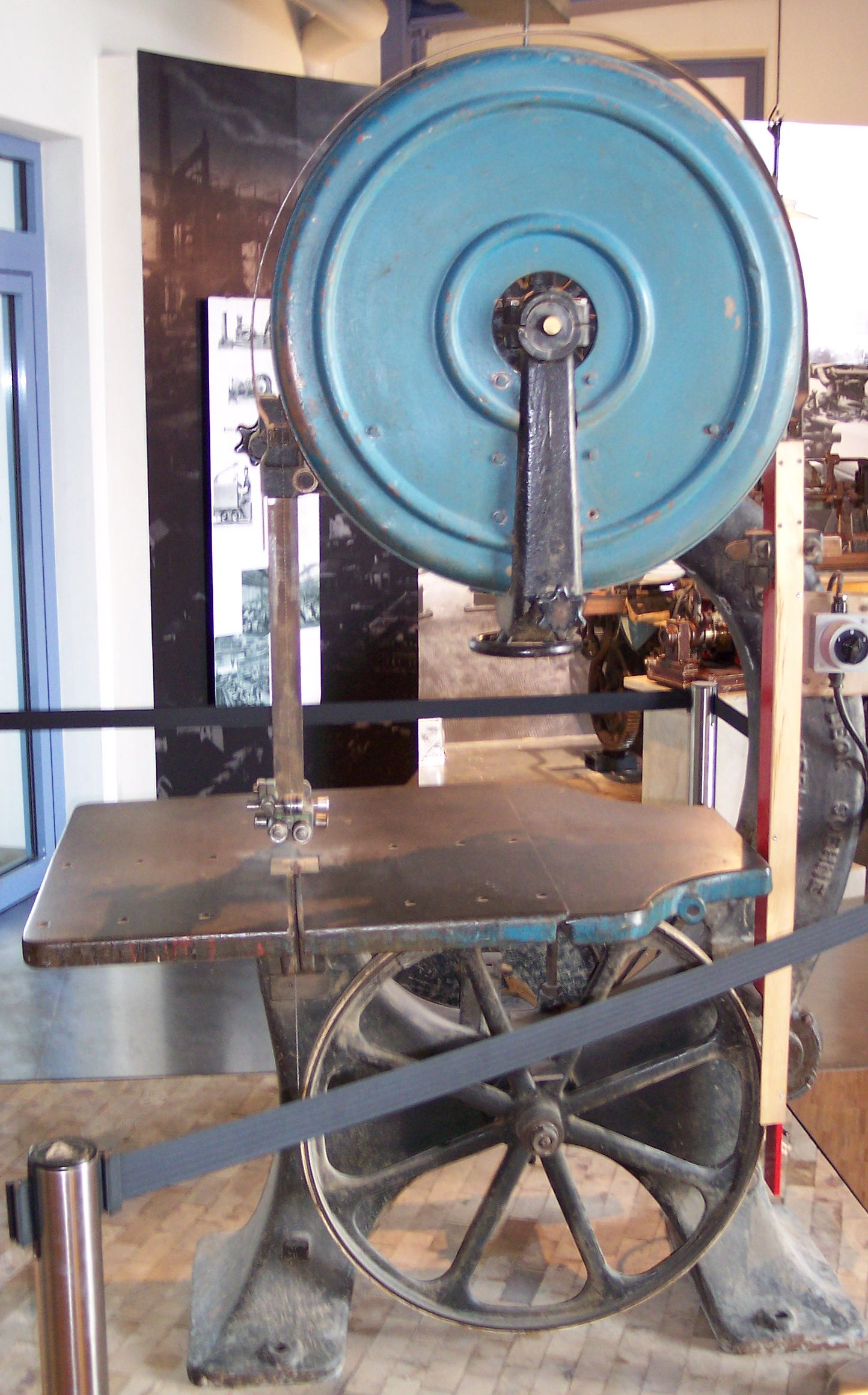
Una vecchia sega a nastro
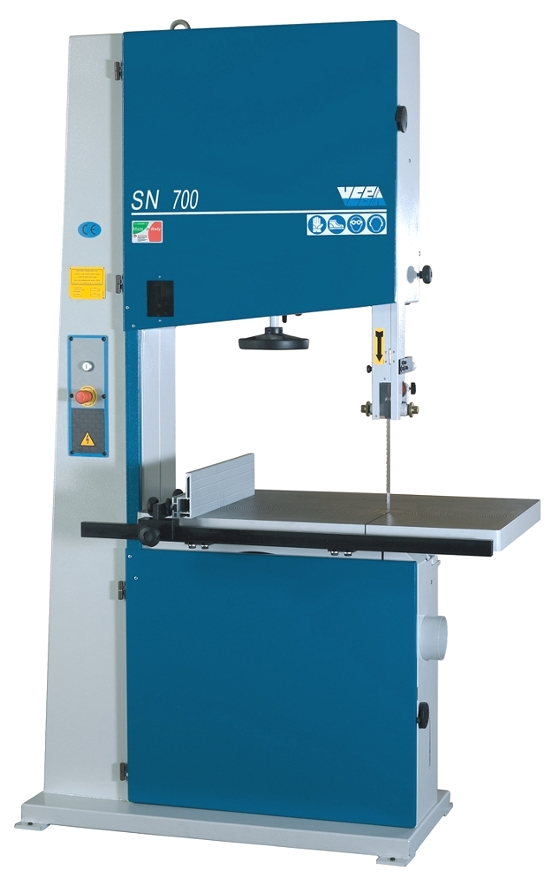
Sega a nastro di fronte